# ヴァルソロメオス1世 (コンスタンディヌーポリ総主教)

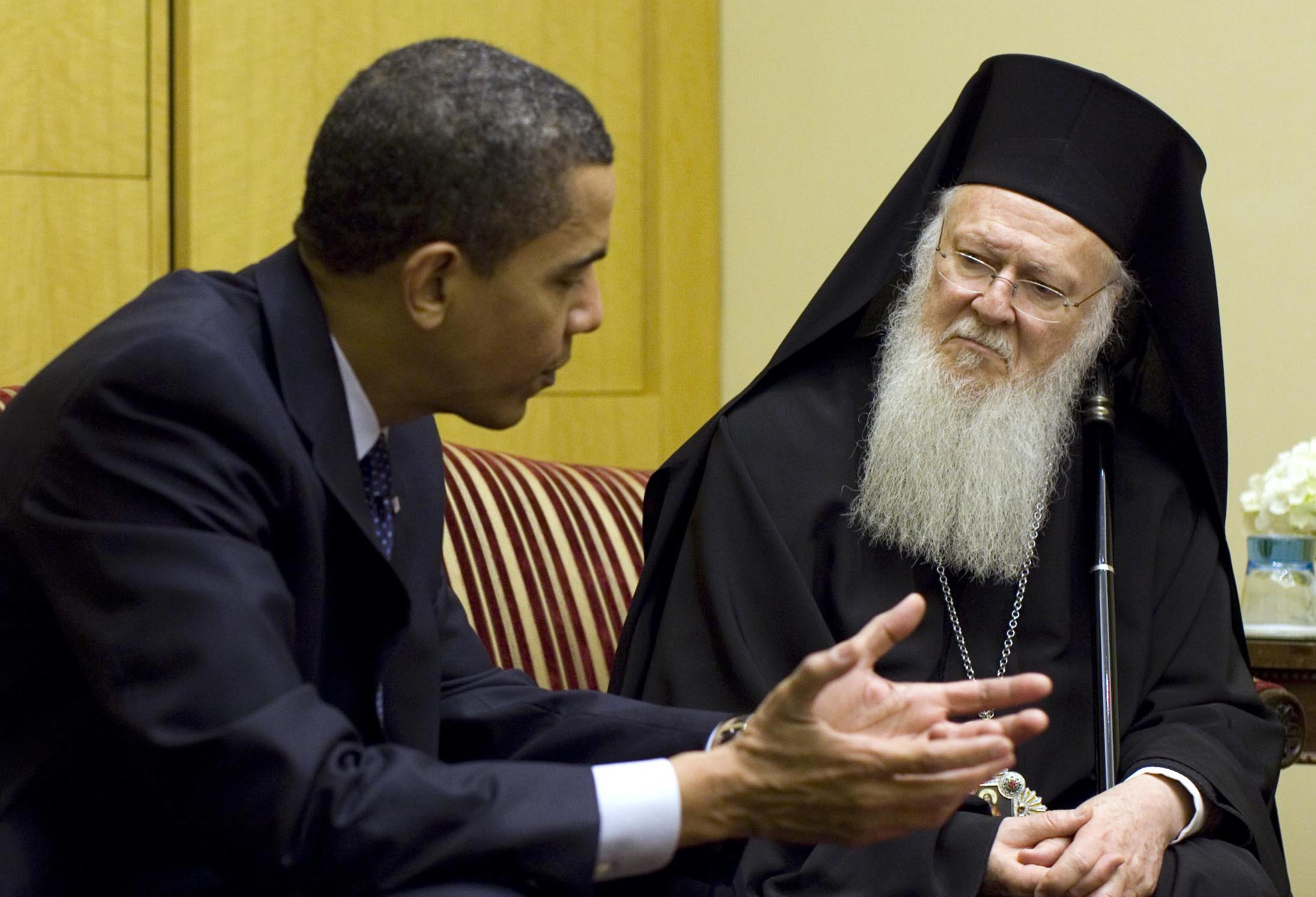
米国大統領バラク・オバマと会談するヴァルソロメオス1世（イスタンブール、2009年4月7日）

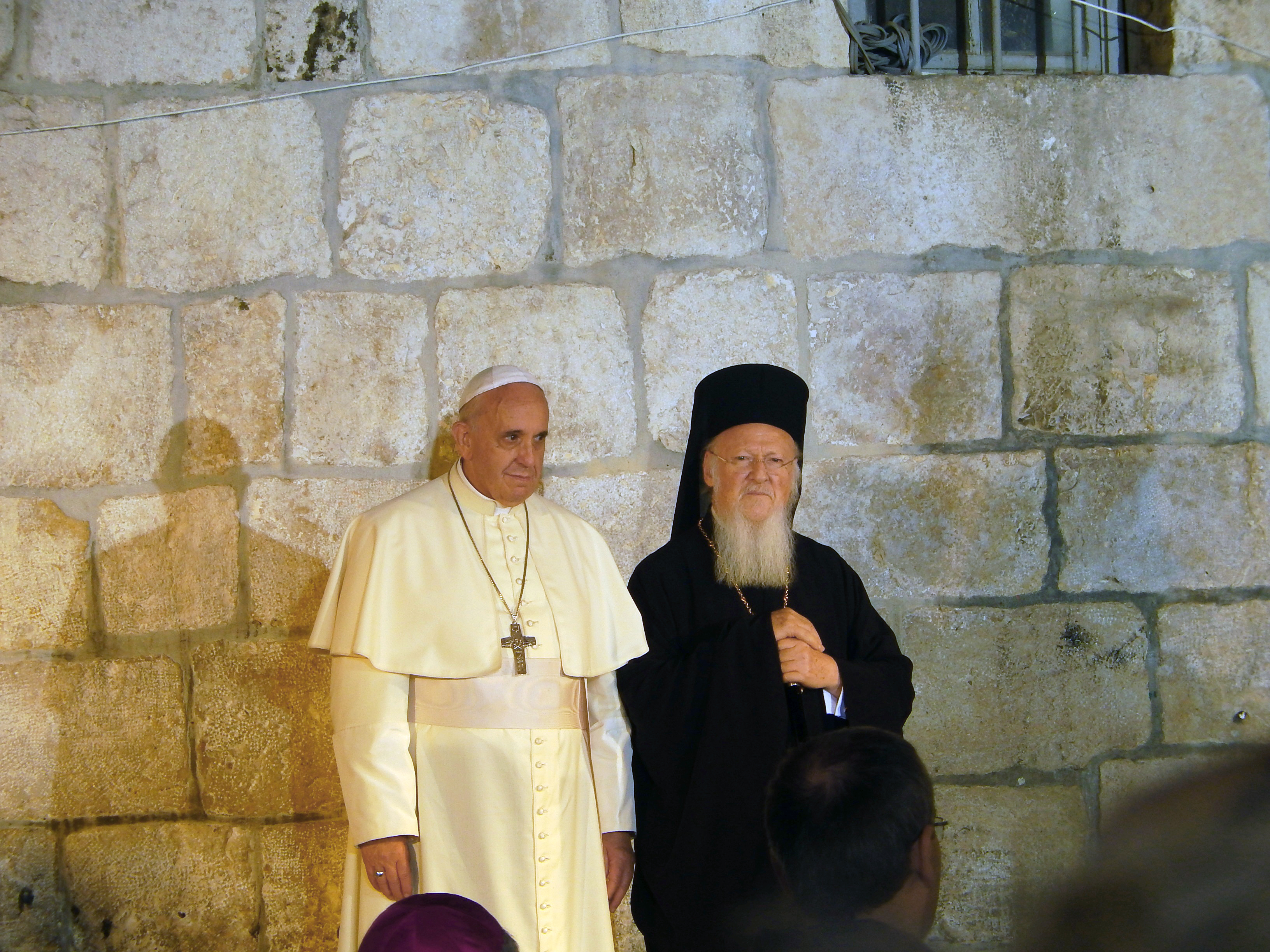
教皇フランシスコとともに（聖墳墓教会、2014年5月25日）

ヴァルソロメオス1世総主教（ギリシア語: Πατριάρχης Βαρθολομαίος Α、トルコ語: Patrik I. Bartholomeos、英語: Patriarch Bartholomew I、1940年2月29日 - ）は、コンスタンディヌーポリ全地総主教であり、正教会の第一人者（"first among equals"）である。1991年11月2日より在位しており、ヴァルソロメオス1世は世界の3億人の正教信徒の精神的指導者である。
転写には様々な方法があるが、本記事名は現代ギリシア語からの転写に拠った。
- ワルフォロメイ1世 - 日本正教会の奉神礼に用いられる転写（教会スラヴ語を経由したもの）[6]
- バルソロメオス1世 - 現代ギリシア語からの転写「ヴァルソロメオス」の「ヴァ」を、「バ」に置き換えた表記[6]
- バルトロマイオス1世 - 古典ギリシア語再建音
- バーソロミュー1世 - 英語
- バルトロマイ - 日本聖書協会による、聖書中に登場する同名の使徒の転写[7]
- コンスタンティノポリ総主教 - 日本正教会の奉神礼に用いられる転写[6]
- コンスタンティノポリス総主教 - ラテン語
- コンスタンティノープル総主教 - 英語

コンスタンディヌーポリ全地総主教は、単にコンスタンディヌーポリ総主教・全地総主教（エキュメニカル総主教）とも呼ばれる。

## 前半生と経歴

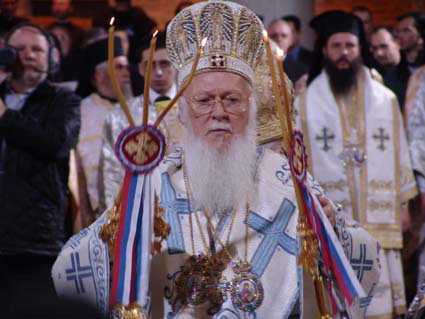
奉神礼を司祷するヴァルソロメオス1世。ミトラをかぶり、ディキリとトリキリを持った姿で写っている。（2004年5月10日）

ヴァルソロメオス1世はイムブロス島（ギリシア語名：Ίμβρος、トルコ語名：ギョクチェアダ島、Gökçeada）のアギオス・セオドロス村（ギリシア語名：Άγιος Θεόδωρος、トルコ語名：Zeytinli köyü）に、フリストスとメロペ・アルホンドニスの息子として生まれた。世俗名はディミトリオス・アルホンドニス（Δημήτριος Αρχοντώνης, Dimítrios Archontónis）。市民権により国籍はトルコであるが、民族的帰属はトルコにおける少数の残留したギリシア人である。
ディミトリオス・アルホンドニスは生地イムブロスにおいて小学校に通った。高等教育はイスタンブールにあるゾグラフィオ・リキオ学校（Ζωγράφειο Λύκειο、Zographeion Lyceum）で受けている。ほどなくして、神学を総主教庁神学校（ハルキ神学校、Halki seminary）で学び、1961年に首席で卒業。直ちに輔祭に叙聖され、ヴァルソロメオスの修道名を授かった。ヴァルソロメオスはトルコ軍で予備役将校として1961年から1963年までの間兵役義務を果たした。1963年から1968年までの間、ヴァルソロメオスは卒業後の勉学をローマのポンティフィカル・オリエンタル・インスティテュート（Pontifical Oriental Institute）、スイスのジュネーヴ大学、ドイツのミュンヘン大学で修めた。博士論文は教会法についてであった。同年、彼はポンティフィカル・オリエンタル・インスティテュートの講師を務めた。
イスタンブールに戻った1968年から、ハルキ神学校で教鞭をとり、1969年にはアシナゴラス1世により司祭に叙聖された。ディミトリオス1世が1972年に全地総主教に着座し総主教庁を設立すると、ヴァルソロメオスはその理事となった。1973年の降誕祭に、ヴァルソロメオスはフィラディルフィアの府主教となり、総主教庁の理事としてハルキドン（Χαλκηδών）の府主教に1990年に着座するまでその地位にあった。1974年3月から全地総主教に着座するまで、ヴァルソロメオスは聖シノドの構成員の一人であり、多くのシノドの委員会の構成員でもあった。
ヴァルソロメオスは現代ギリシア語・トルコ語・イタリア語・ドイツ語・フランス語・英語を話すことができ、古典ギリシア語とラテン語にも堪能である。
2008年に、タイムの「世界で最も影響力のある100人」の1人に選ばれた。
2022年ロシアのウクライナ侵攻に対しては、同年2月27日に「人権侵害と残忍な暴力」として非難する声明を発表した。

## 全地総主教としての実績

東ローマ帝国の「双頭の鷲」を受け継ぐ、コンスタンディヌーポリ総主教庁の紋章を用いた総主教旗。全地総主教庁とギリシャ正教会でよく用いられる。

全地総主教としては、彼は国際的に大いに活躍している。彼の最初の目標の一つは共産主義が1990年に崩壊した後、東側諸国において弾圧を経験した正教会を再建することであった。そのための努力の一環として、ヴァルソロメオスは相互領聖関係にある諸民族教会と諸総主教庁との関係の強化に動いた。またローマ・カトリック教会との和解のための対話も、前任者達と同様に継続している。また、他のキリスト教諸教派も含め、イスラームやユダヤ教との対話も始めた。
おそらく特筆されるべきは、ヴァルソロメオスは環境主義者として極めて高い評価を得ている事であろう。総主教庁は様々な国際的環境問題に対して支援を行っている。この事によってヴァルソロメオスは「緑の総主教」（the Green Patriarch）、「緑のパパ」（the Green Pope）とも呼ばれている。2002年にはソフィー賞を受賞した。また、アメリカ合衆国政府の立法府によって与えられる賞としてはおそらく最高位の栄誉である議会名誉黄金勲章も受章している。
ヴァルソロメオス1世は、1924年から行われていなかった、正教を更新するための遠隔地における奉神礼を、トルコ政府の国家主義に圧迫されつつ行っている。ヘイベリ島（ハルキ島）にある総主教庁のハルキ神学校はトルコ政府の命令により1971年から閉鎖されたままである。
全地総主教ヴァルソロメオスの終身地位は、これまでのところ正教会間の協力関係、教派間および宗教間の対話、正教諸国・イスラーム諸国への訪問によって特徴付けられている。教会の高位聖職者・政府の高官との相互訪問が数多く行われている。彼が宗教上の自由と人権を向上させようと努力していること、世界における宗教的寛容を促進するにあたって主導していることは広く知られている。
ローマ教皇ベネディクト16世が2006年11月にトルコを訪問した際、イスタンブールをヴァルソロメオス1世の招待により訪れた。ベネディクト16世は、最初の使徒でありコンスタンディヌーポリ教会の守護聖人である聖アンドレアスを記憶する奉神礼に参祷した。これはローマ教皇による全地総主教庁訪問としては3回目のものである（1回目は1967年のパウロ6世によるもの、2回目は1979年のヨハネ・パウロ2世によるものである）。
2006年11月19日にトルコの日刊紙「サバフ」（Sabah）に掲載されたインタビューの中で、ヴァルソロメオス1世は宗教上の自由と、ローマ教皇のトルコ訪問の話題に触れた。その中でヴァルソロメオス1世は「トルコ市民として、我々は税金を払っています。兵役に就いています。選挙に参加しています。我々は市民として全てを行っています。我々は同等の権利を求めています。だがそれは実現されていません。（中略）もしムスリムが神学を学びたいと欲すれば、24時間開いている神学教育機関があります。さて我々はどこで学びます？」と述べ、ハルキ神学校が閉鎖されている事に言及した。また、「我々は6世紀より、この称号を保持してきているのです。（中略）『全地』の語は政治的内容を含みません。（中略）この称号は私が主張する唯一つのものであります。私がこの称号を取り下げる事は絶対にありません。」とも述べ、トルコ政府によって承認されていない「全地」の称号の問題についても言及した
。2025年テンプルトン賞受賞。

## 全地総主教の正式な称号
- （日本語）[15]：新ローマ・コンスタンディヌーポリの大主教、全地の総主教、ヴァルソロメオス1世聖下
- （ギリシャ語）：Η Αυτού Θειοτάτη Παναγιότης ο Αρχιεπίσκοπος Κωνσταντινουπόλεως, Νέας Ρώμης και Οικουμενικός Πατριάρχης Βαρθολομαίος Α'
- （英語）：His All Holiness, Bartholomew I, Archbishop of Constantinople, New Rome and Ecumenical Patriarch